# دعوت به جنگ
مقاومت (انگلیسی: Defiance) فیلمی در ژانر جنگی به کارگردانی ادوارد زوئیک است که در سال ۲۰۰۸ منتشر شد.

## بازیگران
- دنیل کریگ
- لیو شریبر
- جیمی بل
- جرج مکای
- الکسا داوالوس
- مارک فیورستین
- جودی می
- توماس آرانا
- میا واشیکوفسکا
- مارک مارگولیس
- جانجو اونیل